# Серебряный-Оболенский, Борис Васильевич
Борис Васильевич Серебряный-Оболенский — князь из рода Оболенских, русский военный и государственный деятель XVI века, воевода и наместник.
Последний представитель княжеского рода Серебряные-Оболенские.

## Биография
Сын князя Василия Семёновича Серебряного-Оболенского.
Во время свадьбы князя Владимира Старицкого и княжны Евдокии Одоевской посажен на «княжее место» до прибытия жениха (28 апреля 1555). По взятии русскими войсками Дерпта послан князем Петром Ивановичем Шуйским к Государю с сеунчем (1558). В 1563 году был рындой у «другого саадака» царя Ивана Васильевича во время царского похода из Москвы «для своего дела и земского».
Принуждён с отцом дать поручную запись в верности Государю и его семейству (1565). В 1565 году назначен на воеводство в Дедилов. В 1570 году второй воевода Сторожевого полка. Воевода и потом наместник в Брянске (1570-1572). В 1574 году воевода сторожевого полка во время похода под Казань против луговых и горных черемис, по возвращении из которого назначен воеводой в Тулу.
Назначен первым воеводой Большого полка в Туле для отражения крымского и ногайского набега, где должны были объединиться все украинные воеводы, и по сбору войск, второй воевода большого полка, но Новосильские, Мценские и Орловские воеводы не успели подойти (1574). Нанёс поражение крымцам и ногайцам в битве при Печерниковых Дубравах (осень 1574).
Имел поместья в Московском уезде (1573).
Жена Мария Андреевна урождённая княжна Бычкова-Ростовская. Бездетные.